# Exogone africana
Exogone africana is een borstelworm uit de familie van de Syllidae. De wetenschappelijke naam van de soort werd voor het eerst geldig gepubliceerd in 1974 door Hartmann-Schröder als Exogone verugera africana.